# Gołynki (stacja kolejowa)
Gołynki (ros. Голынки) – stacja kolejowa w miejscowości Gołynki, w rejonie rudniańskim, w obwodzie smoleńskim, w Rosji. Położona jest na linii Smoleńsk - Witebsk.
Stacja powstała w XIX w. na drodze żelaznej orłowsko-witebskiej pomiędzy stacjami Rudnia a Kuprino.